# Spartan: Total Warrior
Spartan: Total Warrior este un joc de acțiune din seria Total War, dezvoltat de Creative Assembly și publicat de Sega. A fost lansat pe Xbox, PlayStation 2 și GameCube. Jocul are 14 nivele diferite, în care jucătorul este un războinic singuratic spartan, luptă alături de aliații săi greci împotriva Imperiului Roman ghidat de ari. În timp ce seria Total War și-a concentrat în mod tradițional, la scenarii istorice și legendar cu fiecare rate, Spartan: Total Warrior este mai liberală în modul de abordare a istoriei, elemente de desen din mitologia greacă și romană.
1. ↑  redump.org
2. ↑  Internet Game Database